# 36 Komenda Odcinka Olszanica
36 Komenda Odcinka Olszanica – zlikwidowany samodzielny pododdział Wojsk Ochrony Pogranicza pełniący służbę na granicy polsko-czechosłowackiej.

## Formowanie i zmiany organizacyjne
36 Komenda Odcinka sformowana została w 1945 w strukturze 8 Oddziału Ochrony Pogranicza. We wrześniu 1946 odcinek wszedł w skład Rzeszowskiego Oddziału WOP nr 8. W 1948, na bazie 36 Komendy Odcinka sformowano Samodzielny Batalion Ochrony Pogranicza nr 33.
36 Komenda liczyła ok. 300 żołnierzy; w jej strukturze były: cztery strażnice (o numerach 162, 163, 164, 165), pluton komendancki, pluton łączności, drużyna gospodarcza i przejściowy punkt kontrolny; komendantem 36 Komendy był kpt. Stanisław Duda, funkcję zastępcy do spraw polityczno wychowawczych pełnił por. Franciszek Bester, zastępcą komendanta do spraw zwiadu 162 strażnicy, dowódcą 164 strażnicy był ppor. Roman Bury.

## Działania bojowe
- 1946 – 23 stycznia grupa operacyjna 36 komendy odcinka w sile 80 żołnierzy pod dowództwem ppor. Henryka Garbowskiego rozbiła oddziały UPA we wsiach Morochów i Mokre. We wsi Zawadka Morochowska natknęła się na bazę UPA. W wyniku walki wycofała się, mimo zadania dużych strat przeciwnikowi. Pozostawiła 2 wozy taborowe, 2 moździerze 82 mm z amunicją i 2 km kabla telefonicznego. Zabrała ze sobą 3 rannych żołnierzy. Próba odzyskania utraconej broni następnego dnia nie powiodła się. W toku walki 24 stycznia 1946 część Zawadki Morochowskiej spłonęła a przeciwnik uszedł. Złapano i zabrano około 30 krów i 5 koni spłoszonych walką i eksplozją wybuchającej amunicji[4].
- 1946 – 3 marca żołnierz grupy rozpoznawczej komendy, szer. Jan Sajewicz zaskoczył dwóch upowców we wsi Wujsko w czasie odpoczynku. Po rozbrojeniu ich został zaatakowany przez trzeciego. W trakcie walki wręcz rozbrojeni wybili okno i rzucili się do ucieczki. Szer. Sajewicz jednego zastrzelił a drugiego ranił. Z pomocą kolegów obezwładnił trzeciego. Za okazaną odwagę i męstwo Sajewicz odznaczony został Srebrnym Medalem „Zasłużonym na Polu Chwały”[5].

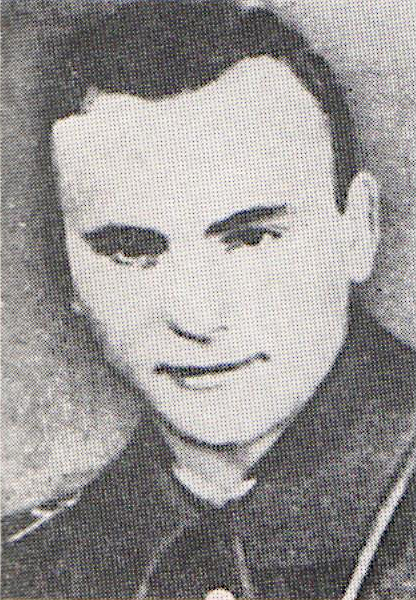
st. sierż. pchor. Józef Staręga (ur. 1924, zm. 4.05.1946), starszy zwiadowca 36 komendy odcinka WOP, zamordowany 4 maja 1946 przez banderowców w drodze z Wołkowyi do Baligrodu (1945–1946)

- 1946 – 4 maja w rejonie wsi Górzanka bojówka UPA zaatakowała dwóch zwiadowców 36 komendy odcinka sierż. pchor. Józefa Staręgę i szer. Tadeusza Kuflewskiego. W toku walki żołnierze spalili przenoszoną tajną pocztę. Obaj polegli. 7 maja zwycięską walkę z pododdziałem UPA stoczyła drużyna kpr. Antoniego Sobótki i przybyła im z pomocą grupa operacyjna 36 komendy zabezpieczająca repatriację ludności ze wsi Bereźnica pod dowództwem kpt. Stanisława Dudy. Zginęło 6 upowców, a 2 wzięto do niewoli. Wzięły do niewoli upowiec miał przy sobie dokumenty poległych trzy dni wcześniej żołnierzy WOP[5].
- 1946 – 6 na 7 maja, w nocy z sotnie UPA zaatakowały linię kolejową Uherce–Stefkowa, most kolejowy koło Olszanicy, stację PKP i 36 komendanturę odcinka. Na pomoc napadniętym wysłano z Zagórza pociąg pancerny. Załoga pociągu w drodze do Olszanicy rozbiła oddział UPA blokujący drogę, następnie wyparła sotnie UPA z Olszanicy i odbiła most kolejowy[7].
- 1946 – 14 na 15 lipca, w nocy z sotnie UPA zaatakowały garnizon WOP w Wołkowyi (36 komendę odcinka przeniesioną z Olszanicy i 4 strażnice). Dokonane włamanie w linię obrony plutonu łączności zlikwidował kontratakiem dowódca plutonu ppor. Kazimierz Iwanów. Zginął w boju ppor. Kazimierz Iwanów i funkcjonariusz MO Michał Ferenc, a rannych zostało 5 żołnierzy: ppor. Stanisław Galuza, chor. Delega, plut. Jan Korbat. kpr. Aleksander Kowalski i szer. Jan Szmaro. W czasie walki na linii obrony miejscowa bojówka UPA paliła zabudowania i mordowała w okrutny sposób rodziny polskie. Zginęło 30 mężczyzn, kobiet i dzieci. Ponawiane próby zdobycia Wołkowyi przez UPA nie powiodły się[7].
- 1947 – styczeń, grupa operacyjna 36 komendy w sile 79 żołnierzy wykryła bunkier na szczycie góry Jaworzyna. Dymek wydobywający się z pnia zauważył ppor. Guzewski. Otoczono teren i wystawiono posterunki. Jeden z nich zdjął upowca wychodzącego z bunkra. W bunkrze było 16 osób oraz duży zapas żywności. Na wezwanie do poddania się załoga bunkra odpowiedziała ogniem. Bunkier zdobyto po podpaleniu. W walce wyróżnili się: por. Stefan Dubowy i por. Mirosław Kuczyński[8].
- 1947 – marzec, grupa operacyjna 36 komendy, wzmocniona pododdziałem 28 pułku piechoty, zaskoczyła oddział UPA w rejonie m. Jureczkowa pow. Przemyśl. Zabito w walce 30 upowców zdobywając broń i amunicję[8][9].
- 1947 – 21 maja grupa operacyjna zlikwidowała bunkier UPA w rejonie wsi Rudenki. Zabito 9 upowców, ujęło 16. Zdobyto dużo broni i amunicji oraz maszynę do pisania, powielacz, 3 radioodbiorniki i sprzęt łączności. Dowodził operacją kpt. Stanisław Duda[10].

## Struktura organizacyjna
Dyslokacja 36 Komendy Odcinka przedstawiała się następująco:
- komendantura odcinka i pododdziały sztabowe – Olszanica
- 162 strażnica – Wojtkowa
- 163 strażnica – Stańkowa
- 164 strażnica – Zawóz
- 165 strażnica – Hulskie.

## Komendanci odcinka
- kpt. Stanisław Duda (był 1945)[3].